# 5 Fingers

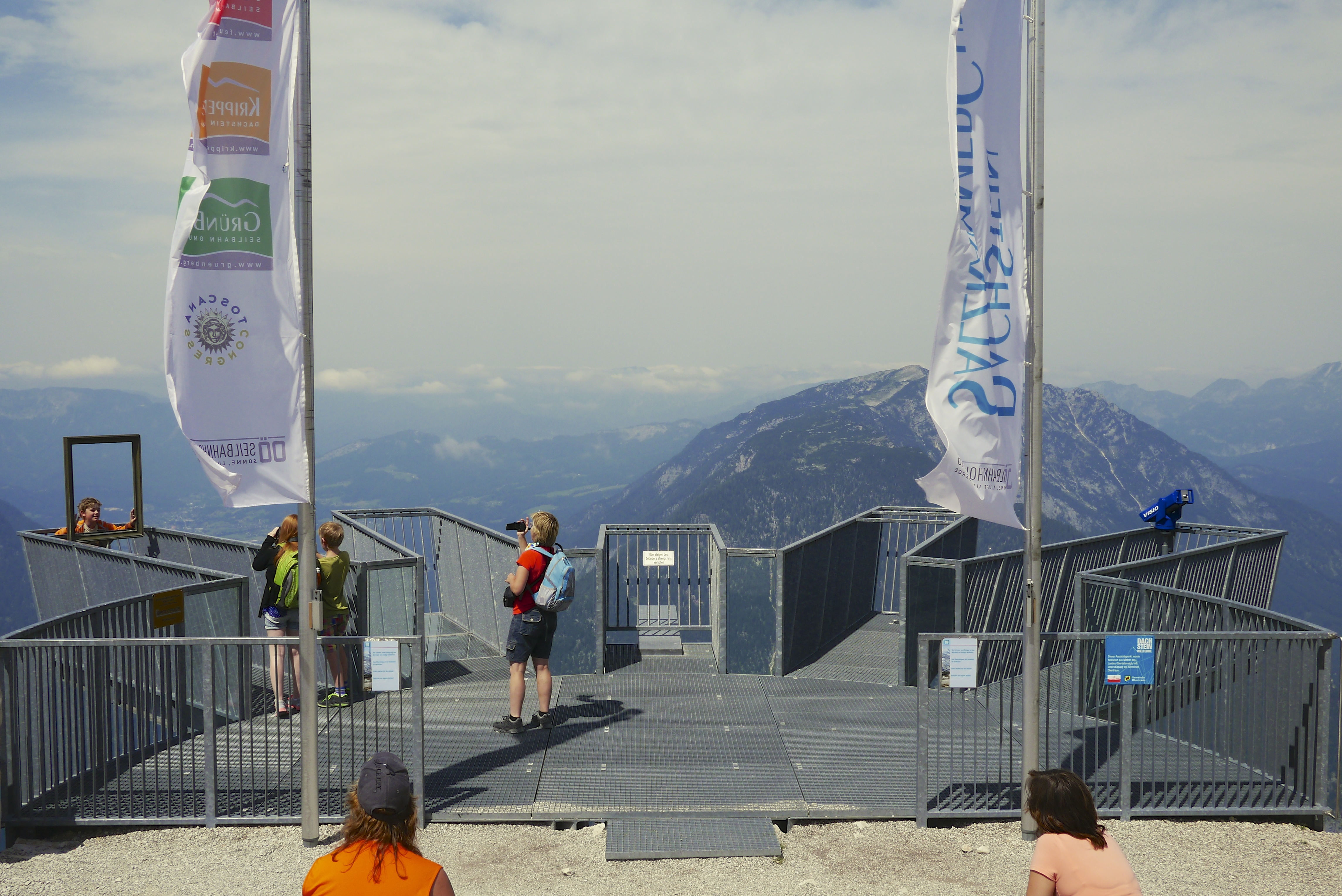
Aussichtsplattform „5 Fingers“

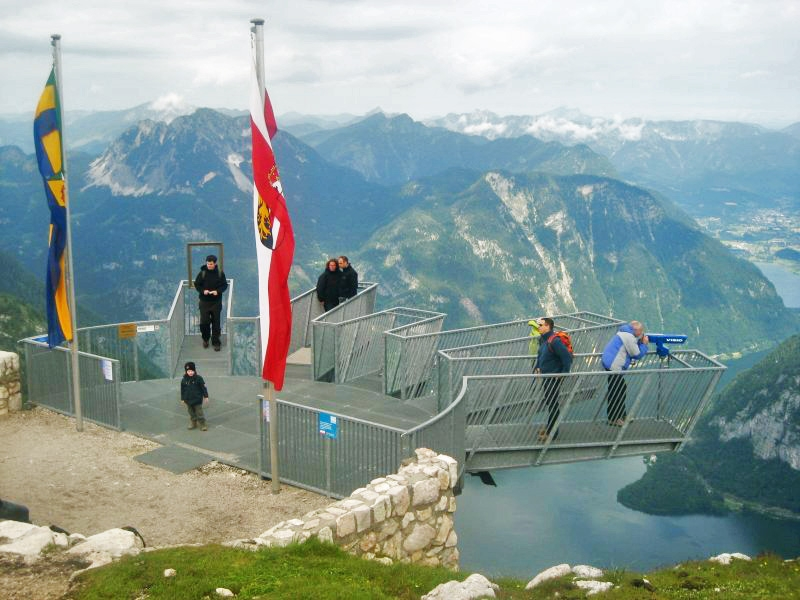
Seitliche Ansicht (2009)

5 Fingers ist eine Aussichtsplattform am Krippenstein, einem 2108 m hohen Berg am Nordrand des Dachsteingebirges in Oberösterreich. Die Aussichtsplattform wurde aufgrund ihrer handähnlichen Form benannt und ist kostenlos zugänglich.
Die „Finger“ sind rund 4 Meter lang und wurden über einem Abgrund von rund 400 m Tiefe errichtet. Ähnliche Bauwerke werden oft als Skywalk bezeichnet, so der Dachstein Skywalk auf der Dachstein-Südseite. Die Aussichtsplattform ist nach einem rund 20-minütigen Fußweg von der Bergstation Krippenstein der Dachsteinseilbahn erreichbar. Sie wurde im Oktober 2006 offiziell eröffnet, um einen Ausblick auf die Welterberegion zu bieten.

## Gestaltung
- Beim ersten Finger (von links nach rechts) wurde ein Metallrahmen montiert, um Besuchern ein „gerahmtes“ Erinnerungsfoto zu ermöglichen.
- Der zweite Finger wurde mit einem Glasboden versehen, um Besuchern einen Blick direkt in den Abgrund zu ermöglichen.
- Der dritte Finger ist kürzer als die anderen und ist nicht bis zum Ende begehbar. Er hat die Form eines Sprungbrettes und soll die Freiheit der Berge symbolisieren.
- Der vierte Finger hat eine Öffnung im Boden, die ebenso einen Blick in den Abgrund freigibt.
- Beim fünften Finger wurde ein kostenloses Fernrohr installiert.

Die Aussichtsplattform wird bei Dunkelheit bis Mitternacht beleuchtet und ist somit in den Orten Hallstatt und Obertraun auch abends zu sehen.